# Ronde van Groot-Brittannië 1991
De Kellogg's Tour of Britain 1991 was een wielerkoers in Groot-Brittannië, die werd gehouden van dinsdag 6 augustus tot en met zaterdag 10 augustus 1991. Het was de vijfde editie van deze meerdaagse profwielerronde onder deze naam, die later verderging als de Prudential Tour en Tour of Britain (Nederlands: Ronde van Groot-Brittannië). Rudy Verdonck won het puntenklassement, terwijl Phil Anderson zowel het algemeen als het bergklassement op zijn naam schreef.

## Etappe-overzicht
| etappe | datum       | start      | finish     | afstand  | winnaar            | klassementsleider |
| ------ | ----------- | ---------- | ---------- | -------- | ------------------ | ----------------- |
| 1e     | 6 augustus  | Windsor    | Birmingham | 212.9 km | Phil Anderson      | Phil Anderson     |
| 2e     | 7 augustus  | Coventry   | Lincoln    | 191.3 km | Johan Museeuw      | ???               |
| 3e     | 8 augustus  | Lincoln    | Buxton     | 183 km   | Phil Anderson      | ???               |
| 4e-A   | 9 augustus  | Buxton     | Manchester | 108 km   | Gianluca Bortolami | ???               |
| 4e-B   | 9 augustus  | Manchester | Liverpool  | 91.2 km  | Rolf Aldag         | ???               |
| 5e     | 10 augustus | Liverpool  | Leeds      | 208 km   | Adrie van der Poel | Phil Anderson     |

## Eindklassementen

### Algemeen klassement
| Kellogg's Tour of Britain 1991 |                    |       |           |
| Plaats                         | Naam               | Ploeg | Tijd      |
| Gele trui                      | Phil Anderson      |       | 24u59'57" |
| 2                              | Rudy Verdonck      |       | +00' 01"  |
| 3                              | Heinz Imboden      |       | z.t.      |
| 4                              | Robert Millar      |       | +00' 17"  |
| 5                              | Jens Heppner       |       | +00' 41"  |
| 6                              | Alan Peiper        |       | +00' 53"  |
| 7                              | Scott Sunderland   |       | z.t.      |
| 8                              | Rob Holden         |       | z.t.      |
| 9                              | Eddy Bouwmans      |       | +00' 56"  |
| 10                             | Adrie van der Poel |       | +03' 20"  |

1987 · 
1988 · 
1989 · 
1990 · 
1991 · 
1992 · 
1993 · 
1994 · 
1995 · 
1996 · 
1997 · 
1998 · 
1999 · 
2000 · 
2001 · 
2002 · 
2003 · 
2004 · 
2005 · 
2006 · 
2007 · 
2008 · 
2009 · 
2010 · 
2011 · 
2012 · 
2013 · 
2014 · 
2015 · 
2016 ·
2017 · 
2018 ·
2019 ·
2020 · 
2021 · 
2022 · 
2023 · 
2024 ·